# Plouguernével
Plouguernével (en bretó Plougernevel) és un municipi francès, situat a la regió de Bretanya, al departament de Costes del Nord. L'any 1999 tenia 2.222 habitants.

## Demografia
| 1962                                       | 1968  | 1975  | 1982  | 1990  | 1999  |
| ------------------------------------------ | ----- | ----- | ----- | ----- | ----- |
| 2.426                                      | 2.888 | 3.342 | 3.585 | 3.255 | 2.222 |
| Des de 1962: població sense dobles comptes |       |       |       |       |       |

## Administració
| Període | Identitat       | Partit |
| ------- | --------------- | ------ |
| 2001-   | Pierre Le Gouez |        |
| 2006-   | Alain Guéguen   |        |